# 信力建
信力建（1956年1月10日—），广东省广州人，祖籍辽宁沈阳，是信孚教育集团创始人、前董事长。

## 生平
1973年，信力建高中毕业后被下放到广东廣州市的郊區从化插队。1975年当兵。1978年，信力建进入中山大学中文系学习，1982年毕业，之後先后任职于广东省电力工业局、广东省工商银行，又离职到国外留学。1989年，信力建创办信孚学校。信力建还是多家媒体的专栏作家，內容多与中国民办教育问题相关。信力建也支持中國民主化，並表示「要把民主变成坏事的人，都是既得利益集团的人」。2015年8月22日，信力建以涉嫌故意销毁会计凭证罪為由被广州市公安局刑事拘留。警方在预审时暗示，其被捕與“言论危害国家安全”及发表过支持香港占中运动的言论有關。信力建被關押於广州市第三看守所。2017年6月14日，信力建被以隐匿、故意销毁会计凭证、会计账簿罪判处有期徒刑2年3个月，缓刑2年6个月，并处罚金10万。